# Nimlot (Hérakleopolisz)
Nimlot (Nemaret) (fl. i. e. 940 körül) ókori egyiptomi herceg, tábornok és kormányzó a XXII. dinasztia idején.

## Élete
I. Sesonk fáraó harmadik fia volt (I. Oszorkon és Juput után), anyja Pataresnesz királyné. Apja jelölte ki a gyalogság parancsnokává; i. e. 940 körül Hérakleopolisz Magnában állomásozott, ami stratégiai fontossággal bírt a Közép-Egyiptom feletti uralom szempontjából. Nimlot a város kormányzója is volt. Nagy tiszteletben tartotta a helyi istent, Herisefet, és elrendelte, hogy újítsák fel azt a rég elhagyott szokást, mely szerint naponta bikát áldoznak az istennek. Hérakleopoliszból került elő egy oltár és egy sztélé, melyen az uralkodó dicséri fiát, amiért visszaállította a napi áldozatbemutatást az isten tiszteletére.
Nimlotnak fennmaradt egy ismeretlen lelőhelyen talált (valószínűleg Héliopoliszból származó) szobra, mely ma a Bécsi Szépművészeti Múzeum gyűjteményében található (ÄS 5791), egy másik szobrának alsó része Tell Mokdamból, két arany karperece Szaiszból, melyek ma a British Museumban vannak (EA 14594-5) egy térdelő naofór (szentélytartó) szobor, melyet 1905-ben talált Ahmed Kamal Leontopoliszban, és ma a kairói Egyiptomi Múzeumban található (JE 37956).
Nem tudni, kik voltak közvetlen elődei és utódai Hérakleopolisz kormányzói székében; a város következő ismert kormányzója, szintén Nimlot csaknem száz évvel később volt hatalmon.

## Fordítás
- Ez a szócikk részben vagy egészben  a   Nimlot B című angol Wikipédia-szócikk ezen változatának fordításán alapul.  Az eredeti cikk szerkesztőit annak laptörténete sorolja fel. Ez a jelzés csupán a megfogalmazás eredetét és a szerzői jogokat jelzi, nem szolgál a cikkben szereplő információk forrásmegjelöléseként.